# Кубок ярмарок 1966/1967
Девятый Кубок ярмарок был разыгран с 1966 по 1967 год. Кубок выиграло «Динамо» (Загреб), в финале обыграв «Лидс Юнайтед». Впервые в истории Кубка были отменены дополнительные матчи, которые были заменены правилом «больше голов в гостях» и жребием после дополнительного времени. «Динамо» (Загреб) на ранних стадиях турнира прошло дальше, воспользовавшись и тем и другим.

## Первый раунд
| Команда #1         | Сумм.    | Команда #2                    | 1й матч | 2й матч     |
| ------------------ | -------- | ----------------------------- | ------- | ----------- |
| Драмкондра         | 1 — 8    | Айнтрахт (Франкфурт-на-Майне) | 0 — 2   | 1 — 6       |
| Ницца              | 3 — 4    | Эргрюте                       | 2 — 2   | 1 — 2       |
| Олимпия (Любляна)  | 3 — 6    | Ференцварош                   | 3 — 3   | 0 — 3       |
| Штутгарт           | 1 — 3    | Бернли                        | 1 — 1   | 0 — 2       |
| Винер Шпорт-Клуб   | 2 — 5    | Наполи                        | 1 — 2   | 1 — 3       |
| Арис (Салоники)    | 0 — 7    | Ювентус                       | 0 — 2   | 0 — 5       |
| Динамо (Питешти)   | 4 — 2    | Севилья                       | 2 — 0   | 2 — 2       |
| Фригг Осло         | 2 — 6    | Данфермлин Атлетик            | 1 — 3   | 1 — 3       |
| Спартак (Брно)     | 2 — 2жр. | Динамо (Загреб)               | 2 — 0   | 0 — 2(д.в.) |
| Гёзтепе            | 2 — 5    | Болонья                       | 1 — 2   | 1 — 3       |
| ДОС                | 4 — 3    | Базель                        | 2 — 1   | 2 — 2       |
| Нюрнберг           | 1 — 4    | Валенсия                      | 1 — 2   | 0 — 2       |
| Црвена Звезда      | 5 — 2    | Атлетик Бильбао               | 5 — 0   | 0 — 2       |
| Юргорден           | 2 — 5    | Локомотив (Лейпциг)           | 1 — 3   | 1 — 2       |
| Унион (Люксембург) | 0 — 2    | Антверпен                     | 0 — 1   | 0 — 1       |
| Порту              | 3 — 3жр. | Бордо                         | 2 — 1   | 1 — 2(д.в.) |

## Второй раунд
| Команда #1                    | Сумм. | Команда #2           | 1й матч | 2й матч |
| ----------------------------- | ----- | -------------------- | ------- | ------- |
| Айнтрахт (Франкфурт-на-Майне) | 7 — 3 | Видовре              | 5 — 1   | 2 — 2   |
| Эргрюте                       | 1 — 7 | Ференцварош          | 0 — 0   | 1 — 7   |
| Лозанна                       | 1 — 8 | Бернли               | 1 — 3   | 0 — 5   |
| Б 1909                        | 2 — 6 | Наполи               | 1 — 4   | 1 — 2   |
| Ювентус                       | 5 — 1 | Витория (Сетубал)    | 3 — 1   | 2 — 0   |
| Барселона                     | 1 — 4 | Данди Юнайтед        | 1 — 2   | 0 — 2   |
| Тулуза                        | 4 — 5 | Динамо (Питешти)     | 3 — 0   | 1 — 5   |
| Данфермлин Атлетик            | 4 — 4 | Динамо (Загреб)      | 4 — 2   | 0 — 2   |
| Спарта (Прага)                | 3 — 4 | Болонья              | 2 — 2   | 1 — 2   |
| ДОС                           | 3 — 6 | Вест Бромвич Альбион | 1 — 1   | 2 — 5   |
| ДВС                           | 2 — 8 | Лидс Юнайтед         | 1 — 3   | 1 — 5   |
| Валенсия                      | 3 — 1 | Црвена Звезда        | 1 — 0   | 2 — 1   |
| Локомотив (Лейпциг)           | 2 — 1 | Льеж                 | 0 — 0   | 2 — 1   |
| Спартак (Пловдив)             | 1 — 4 | Бенфика              | 1 — 1   | 0 — 3   |
| Антверпен                     | 2 — 8 | Килмарнок            | 0 — 1   | 2 — 7   |
| Гент                          | 1 — 0 | Бордо                | 1 — 0   | 0 — 0   |

## Третий раунд
| Команда #1                    | Сумм. | Команда #2           | 1й матч | 2й матч     |
| ----------------------------- | ----- | -------------------- | ------- | ----------- |
| Айнтрахт (Франкфурт-на-Майне) | 5 — 3 | Ференцварош          | 4 — 1   | 1 — 2       |
| Бернли                        | 3 — 0 | Наполи               | 3 — 0   | 0 — 0       |
| Ювентус                       | 3 — 1 | Данди Юнайтед        | 3 — 0   | 0 — 1       |
| Динамо (Питешти)              | 0 — 1 | Динамо (Загреб)      | 0 — 1   | 0 — 0       |
| Болонья                       | 6 — 1 | Вест Бромвич Альбион | 3 — 0   | 3 — 1       |
| Лидс Юнайтед                  | 3 — 1 | Валенсия             | 1 — 1   | 2 — 0       |
| Локомотив (Лейпциг)           | 4 — 3 | Бенфика              | 3 — 1   | 1 — 2       |
| Килмарнок                     | 3 — 1 | Гент                 | 1 — 0   | 2 — 1(д.в.) |

## Четвертьфиналы
| Команда #1                    | Сумм.    | Команда #2      | 1й матч | 2й матч     |
| ----------------------------- | -------- | --------------- | ------- | ----------- |
| Айнтрахт (Франкфурт-на-Майне) | 3 — 2    | Бернли          | 1 — 1   | 2 — 1       |
| Ювентус                       | 2 — 5    | Динамо (Загреб) | 2 — 2   | 0 — 3       |
| Болонья                       | 1 — 1жр. | Лидс Юнайтед    | 1 — 0   | 0 — 1(д.в.) |
| Локомотив (Лейпциг)           | 1 — 2    | Килмарнок       | 1 — 0   | 0 — 2       |

## Полуфиналы
| Команда #1                    | Сумм. | Команда #2      | 1й матч | 2й матч     |
| ----------------------------- | ----- | --------------- | ------- | ----------- |
| Айнтрахт (Франкфурт-на-Майне) | 3 — 4 | Динамо (Загреб) | 3 — 0   | 0 — 4(д.в.) |
| Лидс Юнайтед                  | 4 — 2 | Килмарнок       | 4 — 2   | 0 — 0       |

## Финал
| 30 августа 1967       | \| Динамо Загреб \| 2:0 \| Лидс Юнайтед \| \| Черцек 39′ · Рора 59′ \| Голы \| \| | Максимир, Загреб Зрителей: 40 000 |
| Динамо Загреб         | 2:0                                                                               | Лидс Юнайтед                      |
| Черцек 39′ · Рора 59′ | Голы                                                                              |                                   |

| 6 сентября 1967 | \| Лидс Юнайтед \| 0:0 \| Динамо Загреб \| | Элланд Роуд, Лидс Зрителей: 35 000 |
| Лидс Юнайтед    | 0:0                                        | Динамо Загреб                      |